# Никольский сельский совет (Запорожская область)
Никольский сельский совет (укр. Микільська сільська рада) — входит в состав
Ореховского района
Запорожской области
Украины.
Административный центр сельского совета находится в 
с. Никольское.

## История
- 1954 — дата образования.

## Населённые пункты совета
- с. Никольское
- с. Новосолошино
- с. Тимошевка